# Diga di Sagami
La diga di Sagami (相模ダム?, Sagami damu) è una diga multifunzionale sul corso principale del fiume Sagami a Sagamihara, nella prefettura di Kanagawa sull'isola di Honshū in Giappone.

## Storia
Il potenziale della valle del fiume Sagami per lo sfruttamento di energia idroelettrica cominciò ad essere sviluppato negli anni 1930, con la crescita della popolazione nella regione di Shōnan, e con l'espansione dell'industria e del consumo elettrico nella cintura industriale di Yokohama-Kanagawa. I piani per una diga sul fiume Sagami furono presentati al Ministero degli Interni nel 1935, ma l'approvazione fu ritardata a favore di altri progetti. Invece, l'Assemblea prefetturale di Kanagawa approvò i necessari regolamenti e assicurò un bilancio speciale per cominciare i lavori nel 1938. Ma gli effettivi lavori di costruzione non cominciarono immediatamente, a causa della forte opposizione delle 196 famiglie che dovevano essere spostate dall'area che sarebbe stata inindats dalla diga. Tuttavia, le richieste del periodo bellico di elettricità e acqua per uso industriale da parte dell'arsenale navale di Yokosuka e del complesso industriale di Keihin divennero critiche, e il generale Sadao Araki ordinò alle truppe nell'area di attuare lo spostamento con la forza.
I lavori sulla diga di Sagami cominciarono nel 1941 da parte della società edilizia Kumagai Gumi; tuttavia, l'avvento della Seconda guerra mondiale ritardò il completamento fino al 1947.

## Progetto

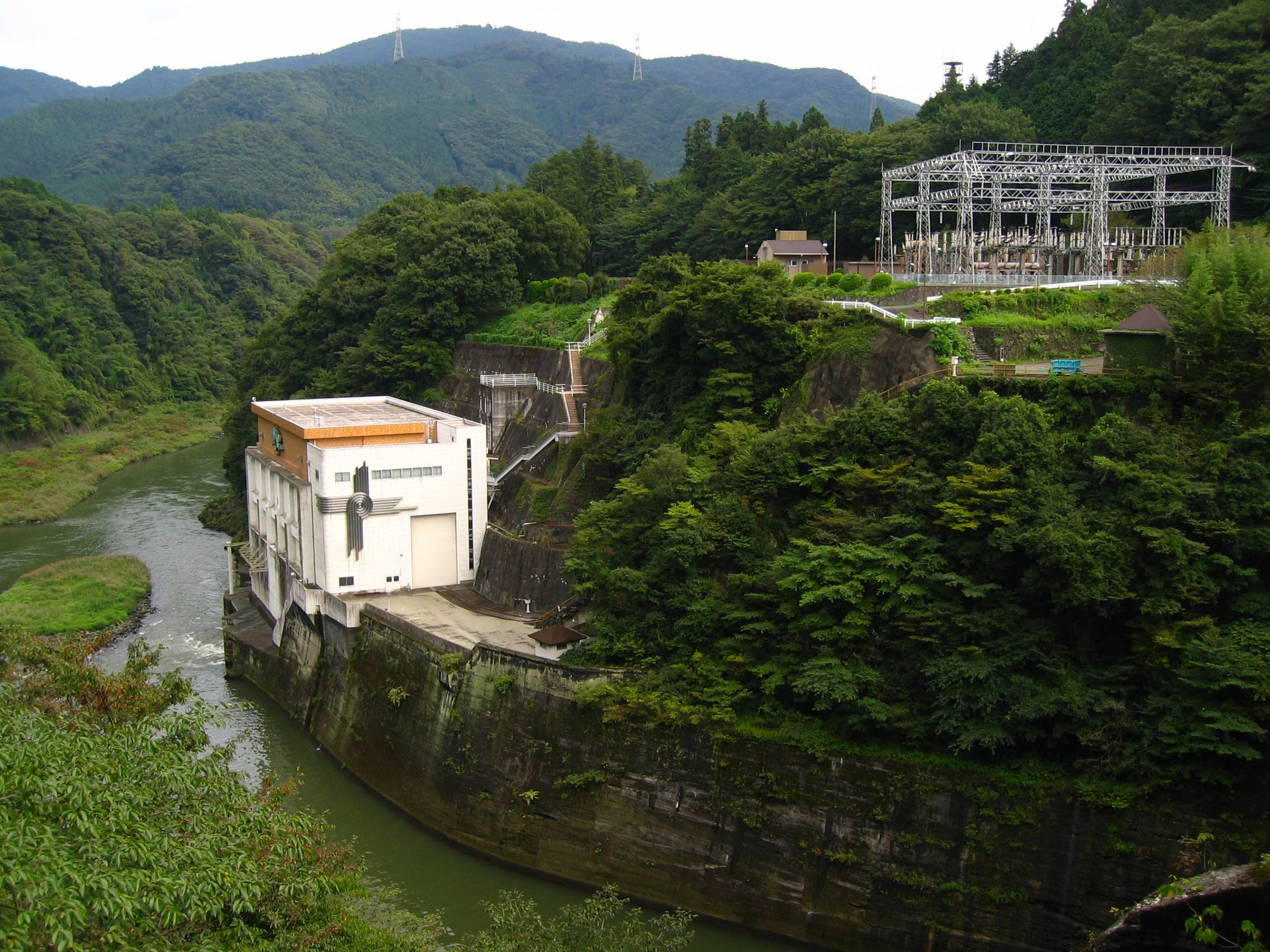
Centrale idroelettrica di Sagami

La diga di Sagami è una diga a gravità in calcestruzzo a nucleo cavo. Fu progettata per fornire il controllo delle piene e acqua potabile e industriale alle città di Yokohama, Kawasaki, Yokosuka e all'area di Shōnan. L'associata centrale idroelettrica di Sagami ha una capacità stimata di 31.000 KW di potenza. L'invaso creato dalla diga, il lago Sagami, è anche un'importante area ricreativa della prefettura di Kanagawa.